# C.P. Company
C.P.Companyは デザイナーのマッシモ・オスティ（Massimo Osti）によって1975年に設立されたイタリアアパレルブランド。 創設時はChester Perry (チェスター・ペリー)という名称で、1978年にC.P.Companyへと変更。
機能的で軍事的なアウターウェア、革新的なファブリック、加工技術、デザインの使用で知られる。
その最も象徴的な作品は「ミッレミリアジャケット(1988年、ゴーグルジャケットとしても知られる)」でフードの二つのクリアレンズ、つまりゴーグルと腕時計のための手首の一つが特徴。

## 所有権
1984年、オスティはGFT（Gruppo Finanziario Tessile）に株式を売却し、1994年までブランドのスタイリストとして務める。1993年にCarlo RivettiのSportswear Companyが買収した。 2010年にはEnzo FuscoのFGF Industry S.P.Aに売却。
2015年に同社の知的財産は、香港アパレルグループのTristate Holdings Limitedに売却される。（SEHK: 458)